# Zico
Arthur Antunes Coimbra (Rio de Janeiro, 3 maart 1953), spelernaam Zico, staat bekend als een van de beste Braziliaanse voetballers aller tijden. Zico vertegenwoordigde zijn land op het WK voetbal in 1978, 1982 en 1986. In 72 interlands trof hij 52 maal doel. Naast speler van het Braziliaans elftal was hij ook de clubarts. Hij staat bekend als een van de beste voetballers ter wereld die nooit de Wereldbeker wonnen. Zico werd in 1983 door het Engelse voetbaltijdschrift World Soccer verkozen tot Wereldvoetballer van het jaar. Bijnamen die hij gedurende zijn carrière kreeg waren onder andere Galo en De witte Pelé. Zijn oudere broer Edu was ook een begenadigd voetballer.

## Spelerscarrière

Zico.

De langste periode van zijn carrière als speler bracht Zico door bij Flamengo, waar hij de dragende speler was binnen de succesvolste periode in de historie van de club. Naast vele andere prijzen die in die periode werden gewonnen, leidde Zico Flamengo in 1981 naar de winst in de Copa Libertadores en de Intercontinental Cup. Ook werden drie nationale titels gewonnen in 1980, 1982 en 1983. In het veld scoorde Zico vele doelpunten, de ene nog mooier dan de andere, gaf hij regelmatig voorzetten en was hij een echte leider in het team. Hij stond ook bekend om zijn goede speloverzicht en verder was hij tweebenig en een specialist in vrije trappen. Op het WK van 1982 speelde Brazilië (met verder o.a. Socrates, Falcao, Eder, Junior) misschien wel het mooiste voetbal ooit op een WK. In de 2e ronde werd dit prachtige team echter uitgeschakeld door Italië (3 goals van Rossi).
Tot teleurstelling van vele Braziliaanse fans ging hij in 1983 naar Italië, waar hij uitkwam voor Udinese. Hij leidde de club richting de Italiaanse top. In 1983/84 scoorde hij 19 doelpunten in de Serie A, slechts één doelpunt minder dan de uiteindelijke topschutter Michel Platini. Wel speelde hij in dat seizoen zes wedstrijden minder dan de Fransman. Na twee seizoenen zonder prijzen te hebben gewonnen keerde Zico terug naar Brazilië en Flamengo.
Bij zijn terugkomst liep hij een knieblessure op na een harde overtreding van Marcio Nunes, die hem enkele maanden aan de kant hield. Tijdens het WK van 1986 speelde hij wel mee, hoewel hij nog altijd geblesseerd was. In de kwartfinale tegen Frankrijk miste hij in de reguliere speeltijd een strafschop. De wedstrijd eindigde gelijk en liep uit op een strafschoppenserie. Daarin benutte Zico zijn strafschop wel, maar nadat Sócrates en Júlio César ieder hun penalty misten was Brazilië uitgeschakeld. Nadat hij eindelijk was hersteld van zijn blessure won hij met Flamengo zijn vierde landstitel. Met 731 wedstrijden voor de club is hij de op-één-na meest opgestelde speler in de historie van Flamengo. Met zijn 508 doelpunten is hij de all-time topschutter. Hij wordt beschouwd als de beste speler die ooit voor Flamengo heeft gespeeld. Zanger Jorge Bejor schreef daarom een lied over hem, genaamd Camisa 10 da Gávea.
Nadat Fernando Collor de Mello als minister-president van Brazilië was gekozen stelde hij Zico aan als Minister van Sport. Zico bleef in deze functie ongeveer een jaar actief. Het voetbal bleef echter zijn grootste passie en in 1991 nam hij een aanbod van Sumitomo Metal Industries aan, die met hem in het team een plaats hoopte te bereiken in de in 1993 nieuw te vormen J-League. In het seizoen 1992 speelde hij voor Sumitomo en kwalificeerde hij zich met zijn team voor de J-League. De club die haar naam veranderde in Kashima Antlers, behoorde niet tot de favorieten voor de titel; ploegen als Yokohama Marinos en Verdy Kawasaki werden kansrijker geacht. Toch wist Zico met zijn club een knappe tweede plaats in het seizoen te bereiken.
Zico's discipline, talent en professionalisme zorgden ervoor dat hij zich ook snel de Japanse cultuur eigen maakte. Hij werd zeer populair en kreeg de bijnaam Sakkā no kamisama (Voetbalgod) van Japanse voetbalfans. In 1994 beëindigde hij zijn carrière als speler, maar bleef in dienst van Kashima Antlers als technisch directeur. In die periode reisde hij regelmatig op en neer naar Brazilië waar hij het Centro de Futebol Zico (Zico's Voetbalcentrum) oprichtte. Zico werd een lokale held in Kashima, en er werd een standbeeld van hem werd geplaatst naast het Kashima Soccer Stadium. In 1996 richtte hij voetbalclub CFZ do Rio op en in 1999 CFZ de Brasília.

## Prijzen en statistieken
Flamengo
- Série A: 1980, 1982, 1983, 1987
- Copa Libertadores: 1981
- Intercontinental Cup: 1981

 Kashima Antlers
- J-League Stadium 1: 1993

#### Individuele prijzen
- Braziliaans voetballer van het jaar: 1974, 1982
- Zuid-Amerikaans voetballer van het jaar: 1977, 1981, 1982
- Wereldvoetballer van het jaar: 1983
- Topscorer Campeonato Carioca: 1975, 1977, 1978, 1979
- Topscorer Série A: 1980, 1982
- Beste Speler Copa Libertadores: 1981
- Topscorer Copa Libertadores: 1981
- Bronzen Schoen: 1982
- Topscorer alle Braziliaanse competities: 1982

### Records
- Meeste doelpunten aller tijden in een seizoen als Flamengo-speler (49): 1974
- Meeste doelpunten aller tijden in een seizoen als Flamengo-speler (56): 1976
- Meeste doelpunten op rij in Japan (11 in 10 wedstrijden): 1992
- Topscorer in de historie van Flamengo: 568 doelpunten

## Trainerscarrière
Na het WK voetbal 2002 zocht de Japanse voetbalbond een opvolger voor de vertrekkende bondscoach Philippe Troussier. Men zag in Zico zijn ideale opvolger, ondanks zijn gebrek aan ervaring als coach. Troussier lag steeds in de clinch met de bond en Zico die zich thuis voelde in Japan en zich de cultuur eigen had gemaakt was zeer populair. Volgens de Japanse voetbalbond kon hij de job wel aan. De eerste interland met Zico als bondscoach ging echter met 4-1 verloren tegen Argentinië. In 2003 liet het zich positief aanzien ten tijde van de FIFA Confederations Cup, maar in het begin van 2004 kwam men maar met moeite langszij Oman in een kwalificatieduel voor het WK voetbal 2006. Enkele spelers werden zelfs geschorst vanwege een alcoholincident. Hoewel Japan negen wedstrijden op rij niet verloor, gingen er verhalen de rondte dat Zico ontslag zou nemen. Een kleine groep fans demonstreerde zelfs in de straten van Tokio om zijn ontslag op te eisen en hij kreeg een aanbod om trainer te worden van de Engelse amateurclub Garforth Town.
Zico bleef echter aan als bondscoach en Japan won de Azië Cup 2004 ondanks intimidaties van Chinese fans en het feit dat er slechts een speler binnen de selectie in dienst van een Europese club was, namelijk Shunsuke Nakamura. Daarna kwalificeerde Japan zich moeiteloos voor het WK 2006, waarin slechts een nederlaag werd geleden.
In 2006 werd Zico trainer van Fenerbahçe. In zijn eerste seizoen werd de club onder zijn leiding kampioen van Turkije. Het was een belangrijk kampioenschap vanwege het 100-jarige bestaan van Fenerbahçe. In zijn tweede jaar kreeg hij met name als doelstelling om succes te boeken in Europa.
In september 2008 tekende hij bij FC Bunyodkor in Oezbekistan waarmee hij prompt de landstitel en de beker veroverde. In september 2009 volgde hij Temoeri Ketsbaia op bij het Griekse Olympiakos Piraeus. Op dinsdag 19 januari 2010 werd de Braziliaanse trainer echter ontslagen. De resultaten in de competitie vielen wat tegen met een tweede plaats en zeven punten achter op de koploper, rivaal Panathinaikos, maar in de Champions League haalde Olympiakos Piraeus wel de 1/8 finales. Eind mei 2010 raakte bekend dat Zico sportief directeur werd bij Flamengo. Vanaf augustus 2011 werd hij aangesteld als bondscoach van het nationaal Iraaks voetbalelftal.

### Erelijst
Japan
- Azië Cup: 2004

 Fenerbahçe
- Süper Lig: 2006/07
- Turkse Supercup: 2007

 FC Bunyodkor
- Oliy liga: 2008
- Beker van Oezbekistan: 2008

 CSKA Moskou
- Beker van Rusland: 2008/09
- Russische Supercup: 2009